# Choeromorpha
Choeromorpha es un género de escarabajos longicornios de la subfamilia Lamiinae.

## Especies
- Choeromorpha albofasciata Breuning, 1936
- Choeromorpha albovaria Breuning, 1954
- Choeromorpha amica (White, 1856)
- Choeromorpha brunneomaculata Breuning, 1935
- Choeromorpha callizona (White, 1856)
- Choeromorpha celebiana Breuning, 1947
- Choeromorpha flavolineata Breuning, 1939
- Choeromorpha irrorata (Pascoe, 1857)
- Choeromorpha lambii (Pascoe, 1866)
- Choeromorpha latefasciata Newman, 1842
- Choeromorpha mediofasciata Breuning, 1974
- Choeromorpha multivittata Breuning, 1974
- Choeromorpha murina Breuning, 1939
- Choeromorpha muscaria (Heller, 1915)
- Choeromorpha mystica (Pascoe, 1869)
- Choeromorpha nigromaculata Breuning, 1981
- Choeromorpha panagensis Heller, 1923
- Choeromorpha pigra Chevrolat, 1843
- Choeromorpha polynesus (White, 1856)
- Choeromorpha polyspila (Pascoe, 1865)
- Choeromorpha subfasciata (Pic, 1922)
- Choeromorpha subviolacea Heller, 1923
- Choeromorpha sulphurea (Pascoe, 1865)
- Choeromorpha trifasciata Newman, 1842
- Choeromorpha violaceicornis Heller, 1921
- Choeromorpha vivesi Breuning, 1978
- Choeromorpha wallacei (White, 1856)